# Heinersreuther Forst (Oberpfalz)

Lage des ehemaligen gemeindefreien Gebiets Heinersreuther Forst im Landkreis Neustadt an der Waldnaab

Der Heinersreuther Forst war ein 5,88 km² großes gemeindefreies Gebiet im Landkreis Neustadt an der Waldnaab in Bayern. Das gemeindefreie Gebiet wurde zum Stichtag 1. Juni 2023 aufgelöst und unter den angrenzenden Gemeinden aufgeteilt, was auch eine Verschiebung der Kreisgrenze zwischen den Landkreisen Neustadt an der Waldnaab und Bayreuth zur Folge hatte und damit auch eine Verschiebung der Regierungsbezirksgrenze zwischen der Oberpfalz und Oberfranken.

## Geographie
Das Forstgebiet liegt im westlichen Landkreis Neustadt an der Waldnaab an der Grenze zum Landkreis Bayreuth auf der Gemarkung Heinersreuth. Am 17. April 2012 wurde das Flurstück Nr. 945/7 mit einer Fläche von 0,0453 ha in den Markt Kirchenthumbach umgegliedert.

## Nachbargemeinden
|                                   | Prebitz (Landkreis Bayreuth)                |                          |
| Schnabelwaid (Landkreis Bayreuth) | Kompassrose, die auf Nachbargemeinden zeigt | Gemeinde Kirchenthumbach |
|                                   | Gemeinde Kirchenthumbach                    |                          |

## Auflösung
- 81 Flurstücke mit einer Gesamtfläche von 3.862.158 m² wurden nach Kirchenthumbach eingegliedert.
- 2 Flurstücke mit einer Gesamtfläche von 315.933 m² wurden nach Prebitz eingegliedert.
- 10 Flurstücke mit einer Gesamtfläche von 1.549.128 m² wurden nach Schnabelwaid eingegliedert.